# Callosciurus baluensis
Callosciurus baluensis — вид гризунів родини Sciuridae. Вона є ендеміком високогірних лісів у Східній Малайзії. Її назва є посиланням на гору Кінабалу, хоча вона не обмежується цією горою. Її хвіст і верхня частина тіла мають сиво-чорнувате забарвлення, низ — червонувато-помаранчевий, а боки мають вузьку палеву смугу з ширшою чорною смугою знизу.

## Характеристики
C. baluensis досягає довжини тіла від 23 до 25 сантиметрів і важить приблизно 370 грамів. Хвіст досягає довжини приблизно від 24 до 25 сантиметрів. Хутро на спині тварини чорнувато-сіре. Низ тіла тьмяно-темно-червоний з темно-чорною лінією посередині. Черево та спина розділені короткими світлими бічними лініями. Обличчя та ноги мають червонуваті мітки на сірому хутрі.

## Спосіб життя
Є дуже мало даних та спостережень щодо способу життя C. baluensis. Її середовищем існування є переважно дубові та туманні ліси у високогір'ї між 300 та 1800 метрами над рівнем моря. Як і всі інші види роду, цей вид переважно веде деревний спосіб життя, але рідко спускається на землю.